# ویلیام لانگر
ویلیام لانگر (به انگلیسی: William Langer) سناتور سابق عضو حزب جمهوری‌خواه ایالات متحده آمریکا بود. وی در سال ۱۹۴۱ تا ۱۹۵۹ میلادی سناتور ایالت داکوتای شمالی در سنای ایالات متحده آمریکا بود.